# ウラジーミル・プーチンの会議用テーブル

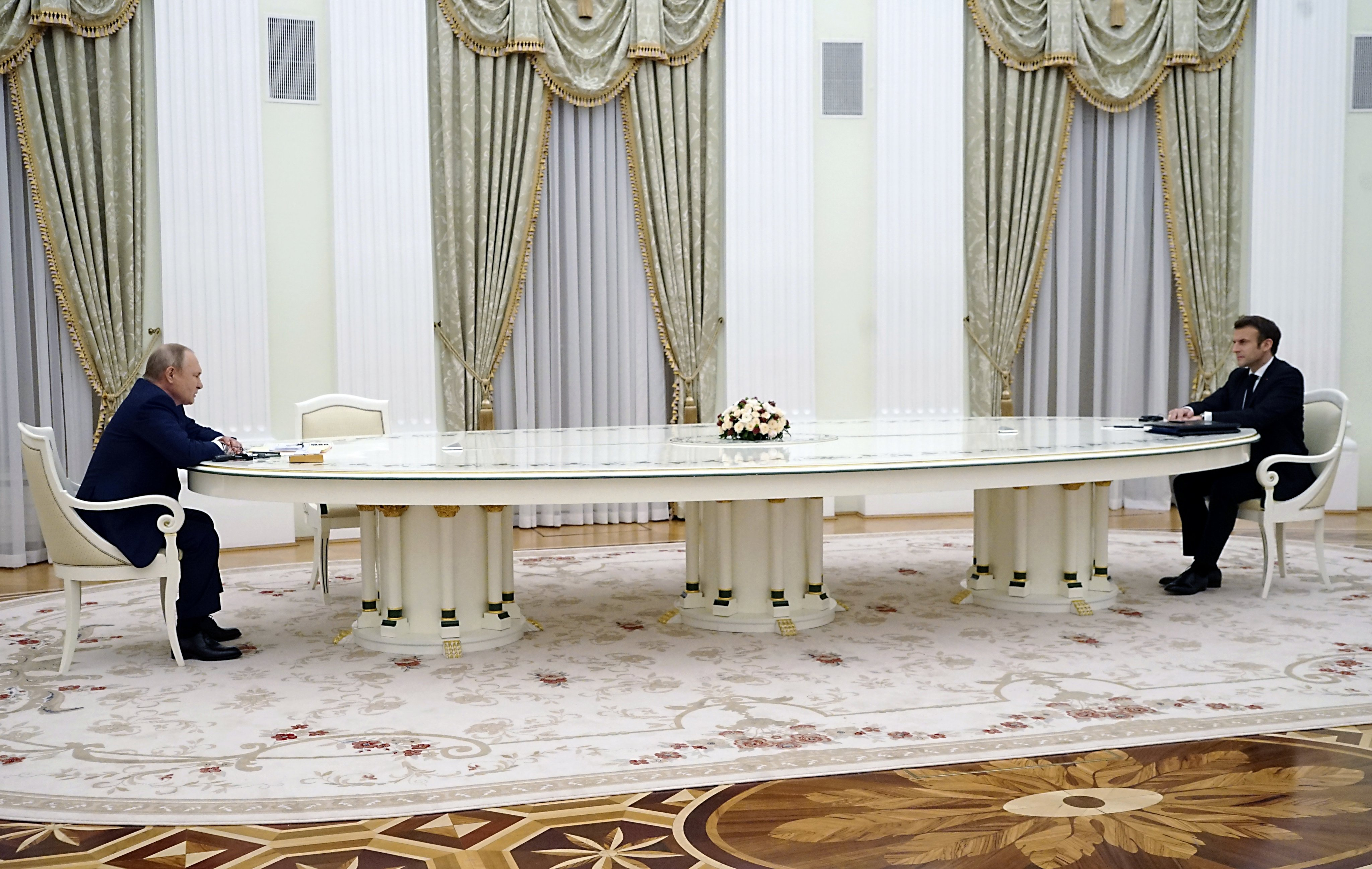
マクロン大統領と会談するプーチン大統領（2022年2月7日、クレムリン）。

ウラジーミル・プーチンの会議用テーブル (英語: Vladimir Putin's meeting table) は、ボリス・エリツィンの大統領時代、1990年代後半にクレムリンに設置された白い天板の楕円形のブナのテーブルである。このテーブルは長さ6メートル (20フィート) で、1枚のブナ材でできており、3つの中空の木製スタンドで支えられていると報じられている。白の漆塗り、側面は金メッキ仕上げである。
イタリアのカントゥにあるOAK Furnitureは、1995年から1997年の間にクレムリンに家具などを納入する契約の一環として、テーブルを製作したと主張している。OAKは、1999年に出版された本にテーブルの写真を掲載している。しかし、スペインの引退した家具職人は、テーブルを2005年頃に製作したと言う。

## 歴史
2022年、ウラジーミル・プーチンロシア大統領は、エマニュエル・マクロンやオラフ・ショルツ、アントニオ・グテーレスなど、世界の指導者との会談でこのテーブルを使用した。プーチン大統領は非常に長い白い会議用テーブルの一方の端に座っており、他の参加者は反対側の端に彼から遠く離れて座っている。プーチン大統領はまた、他の長いテーブルで彼の閣僚らと同様に離れた会議に出席している写真も撮られている。2022年ロシアのウクライナ侵攻の間、このテーブルは多数のインターネット・ミームの対象となった。
プーチン大統領は、威圧や権力のイメージを投影するために、またはCOVID-19に感染することを恐れて、長いテーブルを使用することを選択したと推測されている。プーチン大統領は、同じ時期に中国共産党の指導者である習近平党総書記との会談に出席している写真が撮られている。